# Pseudosphegesthes samai
Pseudosphegesthes samai är en skalbaggsart som beskrevs av Aleksandr Sergeievich Danilevsky 1999. Pseudosphegesthes samai ingår i släktet Pseudosphegesthes och familjen långhorningar. Inga underarter finns listade i Catalogue of Life.